# فريدريك ماكلر
فريديريك ماكلر (بالفرنسية: Frédéric Macler)‏ ولد 16 مايو 1869 وتوفي 12 يوليو 1938 مستشرق فرنسي متخصص في اللغات الشرقية والحضارات الأرمينية
قام بزيارة عام 1901 برفقة رينيه ديسو إلى سوريا وتحديدا إلى منطقة الحرة في وادي الشام بالنمارة كتبا تقرير عنوانه (رحلة أثرية في الصفا وجبل الدروز).